# FC Basel
FC Basel, grundad 15 november 1893, är en fotbollsklubb i Basel i Schweiz.
FC Basel har i början av 2000-talet varit den mest framgångsrika klubben inom schweizisk fotboll. En rad mästerskap och cuptitlar har lagt grunden för spel i Europa. 
Klubben har vunnit Axpo Super League 19 gånger, vilket är näst bäst i Schweiz och har sju raka titlar sedan 2010. Basel har även vunnit Swiss Cup 10 gånger varav den senaste titeln kom 2010. Föreningen har deltagit i europeiskt cupspel alla säsonger sedan 1999/2000, fyra av dessa har varit i Champions League, vilket är flest deltaganden av ett schweiziskt lag. Man var även det första schweiziska lag att bli direktkvalificerade till Champions League. Man deltog i Champions League 2002/2003, 2008/2009, 2010/2011 och 2011/2012. Det största framgångarna uppnåddes 2002/2003 då man gick till det andra gruppspelet samt 2011/2012 då man gick vidare till åttondelsfinal efter en seger med 2-1 mot Manchester United i en direkt avgörande match om vem som skulle gå vidare. I åttondelsfinalen slog de FC Bayern München med 1-0 hemma men förlorade med 0-7 borta. Den största framgången i Uefa-Cupen uppnåddes 2005/2006 då man gick till kvartsfinal innan man slutligen åkte ut mot Middlesbrough.
Det var den före detta Baselspelaren Joan Gamper som grundade den spanska fotbollsklubben FC Barcelona. Han valde då samma färger som sin moderklubb och även förkortningen "FCB" blev gemensam.

## Placering senaste säsonger
| Säsong  | Nivå | Liga       | Placering | Referens | Notering                       |
| ------- | ---- | ---------- | --------- | -------- | ------------------------------ |
| 2006/07 | 1    | Superligan | 2         |          | 🏆 Schweiziska cupen: vinnare  |
| 2007/08 | 1    | Superligan | 1         |          | 🏆 Schweiziska cupen: vinnare  |
| 2008/09 | 1    | Superligan | 3         |          |                                |
| 2009/10 | 1    | Superligan | 1         |          | 🏆 Schweiziska cupen: vinnare  |
| 2010/11 | 1    | Superligan | 1         |          |                                |
| 2011/12 | 1    | Superligan | 1         |          | 🏆 Schweiziska cupen: vinnare  |
| 2012/13 | 1    | Superligan | 1         |          | 🏆 Schweiziska cupen: finalist |
| 2013/14 | 1    | Superligan | 1         |          | 🏆 Schweiziska cupen: finalist |
| 2014/15 | 1    | Superligan | 1         |          | 🏆 Schweiziska cupen: finalist |
| 2015/16 | 1    | Superligan | 1         |          |                                |
| 2016/17 | 1    | Superligan | 1         |          | 🏆 Schweiziska cupen: vinnare  |
| 2017/18 | 1    | Superligan | 2         | [ 2 ]    |                                |
| 2018/19 | 1    | Superligan | 2         | [ 3 ]    | 🏆 Schweiziska cupen: vinnare  |
| 2019/20 | 1    | Superligan | 3         | [ 4 ]    | 🏆 Schweiziska cupen: finalist |
| 2020/21 | 1    | Superligan | 2         | [ 5 ]    |                                |
| 2021/22 | 1    | Superligan | 2         | [ 6 ]    |                                |
| 2022/23 | 1    | Superligan | 5         | [ 7 ]    |                                |
| 2023/24 | 1    | Superligan | 8         | [ 8 ]    |                                |

## Kända spelare
- Ottmar Hitzfeld (1971–1975)
- Matias Delgado (2003–2006)
- Christian Giménez (2001–2005)
- Massimo Ceccaroni (1987–2002)
- Oliver Kreuzer (1997–2002)
- Ivan Ergic (2000–2009)
- Mladen Petrić (2004–2007)
- Alexander Frei (1997–1998, 2009–2013)

## Svenska spelare
- Daniel Majstorović (2006–2008)
- Behrang Safari     (2008–2011) och (2013–2016)
- Alexander Fransson (2016–2018)
- Emil Bergström (2019–2020)

## Tränare
- 1913–1914 Percy Humphreys
- 1922–1923 Max Breunig
- 1928–1930 Julius Kertesz
- 1930–1931 Gustav Putzendopler
- 1932–1932 Otto Haftel
- 1932–1933 Karl Kurz
- 1934–1934 Josef Haist
- 1934–1934 Richard Dombi
- 1934–1935 Alvin Riemke
- 1936–1937 Heinz Körner
- 1937–1939 Fernand Jaccard
- 1939–1939 Walter Dietrich
- 1939–1940 Max Galler
- 1940–1943 Eugen Rupf
- 1943–1944 Willy Wolf
- 1944–1946 Max Barras
- 1946–1947 Anton Schall
- 1947–1952 Ernst Hufschmid
- 1952–1955 Willy Dürr och René Bader
- 1955–1957 Bela Sarosi
- 1957–1958 Rudolf Strittich
- 1958–1959 René Bader
- 1959–1961 Jenő Vincze
- 1961–1965 Georges Sobotka
- 1965–1982 Helmut Benthaus
- 1982–1983 Rainer Ohlhauser
- 1983–1984 Ernst-August Künnecke
- 1985–1985 Emil Müller
- 1985–1987 Helmut Benthaus
- 1987–1989 Urs Siegenthaler (juli–november)
- 1989–1992 Ernst-August Künnecke (november–juli)
- 1992–1992 Bruno Rahmen och Karl Odermatt
- 1992–1993 Friedel Rausch
- 1993–1995 Claude Andrey (juli–oktober)
- 1995–1995 Oldrich Svab (oktober–november)
- 1995–1997 Karl Engel (november–mars)
- 1997–1997 Heinz Hermann
- 1997–1997 Salvatore Andracchio
- 1997–1997 Jörg Berger (juli–oktober)
- 1997–1997 Salvatore Andracchio (oktober–december)
- 1997–1999 Guy Mathez (december–maj)
- 1999–1999 Marco Schällibaum (maj–juli)
- 1999–2009 Christian Gross
- 2009–2011 Thorsten Fink
- 2011–2012 Heiko Vogel
- 2012–2014 Murat Yakin
- 2014–2015 Paulo Sousa
- 2015–2017 Urs Fischer
- 2017–2018 Raphaël Wicky
- 2018–2020 Marcel Koller
- 2020–2021 Ciriaco Sforza
- 2021–     Patrick Rahmen